# Râul Chirghiș-Chitai
Râul Chirghiș-Chitai (în rusă Киргиж-Китай, în ucraineană Киргіж-Китай) este un râu din bazinul Dunării care străbate partea de sud a Republicii Moldova și partea de sud-vest a Regiunii Odesa din Ucraina. 

## Date geografice
Râul Chirghiș-Chitai are o lungime de 64 km și o suprafață a bazinului de 725 km². El izvorăște din apropierea satului Tvardița (Raionul Taraclia, Republica Moldova), curge pe direcția sud, trece pe teritoriul raioanelor Tarutino, Arciz și Chilia și se varsă în Lacul Chitai, în dreptul localității Traianu-Vechi. 
În partea superioară străbate o vale asimetrică cu lățime de 2.5 km, tăiată de ravene și rigole, din Podișul Podoliei și apoi se varsă printr-o vale cu lățimea de 300–500 m în lacul Chitai, în zona de șes a Câmpiei Dunării. În dreptul satului Cotul-Chitaiului, se unește cu afluentul său, râul Chirghiș.
În sezonul de vară, debitul său scade foarte mult. Apele sale sunt folosite pentru alimentarea cu apă potabilă a zonei și pentru irigații. 
Principalele localități traversate de râul Chirghiș-Chitai sunt satele Tvardița, Malu-Mare, Iserlia, Ivăneștii Noi, Dunăreanca, Cotul-Chitaiului și Traianu-Vechi.  